# Tomonori Sudō
Tomonori Sudō (須藤 友徳 Sudō Tomonori?) es un animador, diseñador de personajes, director y guionista gráfico de anime japonés, conocido sobre todo por su trabajo con el estudio Ufotable.

## Trayectoria
Sudō nació en el año 1978 en la Prefectura de Kanagawa, Japón. Se unió a Ufotable a partir del episodio 1 de Sumeba Miyako no Cosmos-sō: Suttoko Taisen Dokkoida, que fue transmitido en 2003. En el episodio 8 de 2 × 2 = Shinobuden, se encargó de la animación clave en solitario. En Futakoi Alternative, se encargó principalmente de las escenas más importantes. Debutó como diseñador de personajes en Coyote Ragtime Show y como director en la película Kara no Kyōkai: Future Gospel.
Fue compañero de clase del animador Atsushi Ikariya, desde sus días en la escuela de especialización, y en algunas obras en las que participa Sudo, le ha confiado a Ikariya el diseño de personajes y la dirección. Kei Tsunematsu, miembro de Ufotable, es su mentor en la dirección. Cuando fue designado como director de la película Kara no Kyōkai: Future Gospel, solicitó la oportunidad de ganar experiencia en guiones gráficos y dirección antes de asumir el proyecto. Como resultado, bajo la supervisión de Tsunematsu, debutó como director con los guiones gráficos y la dirección del episodio 5 de Fate/Zero, titulado "El rugido de la bestia maligna".
Es conocido por ser un fan de las obras de TYPE-MOON desde el lanzamiento del juego Tsukihime. En cuanto a sus obras favoritas, menciona Tsukihime y Fate/stay night, y entre los personajes, le gustan Satsuki Yumizuka y Sakura Matō. Su entusiasmo por estas series es tal que incluso el autor original, Kinoko Nasu, lo ha reconocido, mencionando en una entrevista que "incluso entre los fanáticos más apasionados, es raro encontrar a alguien que haya profundizado tanto en la obra". En 2003, cuando se enteró de la adaptación animada de Tsukihime, pidió ser presentado al equipo y participó como animador clave en el episodio 8 de Shingetsutan Tsukihime (producido por J.C.Staff), lo que marcó su primera colaboración en una obra de TYPE-MOON. A partir de 2007, con Kara no Kyōkai, comenzó a trabajar en las producciones de TYPE-MOON a cargo de Ufotable, encargándose del diseño de personajes basado en los bocetos originales de Takashi Takeuchi. Al mismo tiempo, fue director de animación y, desde Fate/stay night: Unlimited Blade Works, también asumió el rol de director general de animación. Para la trilogía de películas Fate/stay night: Heaven's Feel, se ofreció como director, además de encargarse de los guiones gráficos, el diseño de personajes y la supervisión de la animación. Como un fan entusiasta de la obra, sorprendió al autor Kinoko Nasu durante la fase de planificación al presentar un proyecto manuscrito, que contenía el guion, la trama y los ajustes para las tres películas, tan voluminoso como una enciclopedia, defendiendo la fidelidad a la historia original frente a la propuesta de crear un guion original para el anime. Además, ha participado como invitado en varias ocasiones en los proyectos de April Fool’s de TYPE-MOON.
En cuanto a Tsukihime, la obra que lo llevó a convertirse en fan de TYPE-MOON y en la que participó como animador clave en su versión animada, en 2021 trabajó como diseñador de personajes y director de animación para la secuencia de apertura de Tsukihime -A piece of blue glass moon-. Aunque la producción de la animación fue solicitada a Ufotable por el autor original Kinoko Nasu y el productor y diseñador de personajes Takashi Takeuchi, en ese momento Sudō estaba trabajando como director, diseñador de personajes y supervisor general de animación en Fate/stay night Movie: Heaven's Feel - II. Lost Butterfly. Sin embargo, Sudō se ofreció voluntariamente diciendo: "Quiero hacer el diseño de personajes". Después de finalizar la producción de la tercera película, se unió al proyecto de Tsukihime como diseñador de personajes y director de animación.

## Estilo
Desde Kara no Kyōkai, ha estado diseñando personajes basados en los diseños de Takeuchi durante más de 10 años para la animación. Además, le gustan las plantas y los peces tropicales, y tiene peces tropicales en casa, lo que influye en su tendencia a prestar especial atención a la representación y dirección de plantas y peces tropicales en sus trabajos. En Kara no Kyōkai: Future Gospel y Fate/stay night: Heaven's Feel, incorporó plantas y peces tropicales como parte de la dirección visual.
Como director proveniente del mundo de la animación clave, Sudō presta especial atención a la composición de los maquetados y se enfoca en expresar los estados psicológicos a través de las actuaciones faciales. Por otro lado, en Fate/stay night: Heaven's Feel no trabajó en la dirección durante las primeras etapas del proceso de animación, como lo haría un director convencional. En su lugar, se apoyó en otros directores para la dirección inicial y él, como director general de animación, se encargó de supervisar y corregir las actuaciones en todas las escenas durante las etapas finales del proceso de animación. Esta metodología fue adoptada porque, para Sudō, cuya carrera como director de animación es más extensa que su experiencia como director, este enfoque resultaba más conveniente y natural.
Aunque no realiza muchas tareas de dirección, sus guiones gráficos tienden a estar extremadamente detallados, hasta el punto de que incluyen fondos y maquetados casi completos. Atsushi Ikariya, quien ha trabajado como director bajo la supervisión de Sudō, comentó que "los guiones gráficos de Sudō estaban tan bien elaborados que básicamente solo era necesario seguirlos tal como estaban". Los actores de voz que han trabajado en las obras dirigidas por Sudō, como Nobunaga Sugiyama y Noriko Shitaya, también han elogiado sus guiones gráficos, afirmando que "son realmente hermosos, y es muy fácil captar las expresiones y emociones".
Sudō tiene una gran reputación por sus maquetados como animador clave, y ha sido responsable de los principales visuales clave en muchas obras, como Kara no Kyōkai y Fate/Zero. Como director de animación, no le gusta corregir todos los rasgos característicos de los animadores clave. Prefiere conservar las expresiones y poses que él mismo no dibujaría, e incluso permite algunas desviaciones del diseño original si considera que aportan algo positivo a la animación.

## Trabajos

### Series de televisión
| Año  | Título                                              | Director(es)                   | Estudio        | Funciones | Refs.         |
| ---- | --------------------------------------------------- | ------------------------------ | -------------- | --- | ------------- |
| 2000 | NieA Under 7                                        | Tomokazu Tokoro                | Triangle Staff | Animación | [ 20 ]        |
| 2000 | Daa! Daa! Daa!                                      | Hiroaki Sakurai                | J.C.Staff      | Animación intermedia (#17) | [ 21 ]        |
| 2000 | Medarot Damashii                                    | Masatsugu Arakawa              | Trans Arts     | Animación clave (#12, 18, 20) | [ 22 ]        |
| 2002 | Naruto                                              | Hayato Date                    | Pierrot        | Animación clave (#31, 39, 47, 55, 63, 72) | [ 23 ]        |
| 2002 | Galaxy Angel 3                                      | Shigehito Takayanagi           | Madhouse       | Animación clave (#27) | [ 24 ]        |
| 2003 | R.O.D: The TV                                       | Kōji Masunari                  | J.C.Staff      | Animación clave (#17) | [ 25 ]        |
| 2003 | Shingetsutan Tsukihime                              | Katsushi Sakurabi              | J.C.Staff      | Animación clave (#5, 8, 12) | [ 26 ]        |
| 2003 | Sumeba Miyako no Cosmos-sō: Suttoko Taisen Dokkoida | Hitoyuki Matsui Takuya Nonaka  | Ufotable       | Animación clave (#1-2, 7, 11-12) | [ 27 ]        |
| 2004 | Hanaukyō Maid-tai: La Verite                        | Takuya Nonaka                  | Daume          | Animación clave (#5) | [ 28 ]        |
| 2004 | Kurau Phantom Memory                                | Yasuhiro Irie                  | Bones          | Animación clave (#23) | [ 29 ]        |
| 2004 | 2 × 2 = Shinobuden                                  | Haruo Sotozaki Hitoyuki Matsui | Ufotable       | Animación clave (#2, 8, 12; OP) | [ 30 ]        |
| 2004 | Rozen Maiden                                        | Kō Matsuo                      | Nomad          | Animación clave (#8) | [ 31 ]        |
| 2005 | Gun x Sword                                         | Gorō Taniguchi                 | AIC ASTA       | Animación clave (#6) | [ 32 ]        |
| 2005 | Futakoi Alternative                                 | Takayuki Hirao                 | Ufotable       | Animación clave (#1, 7, 12-13; OP) | [ 33 ]        |
| 2005 | Akahori Gedō Hour Rabuge                            | Hitoyuki Matsui                | Radix          | Animación clave (#1, 13; OP) | [ 34 ]        |
| 2005 | Ichigo Mashimaro                                    | Takuya Satō                    | Daume          | Animación clave (#11) | [ 35 ]        |
| 2005 | Shakugan no Shana                                   | Takashi Watanabe               | J.C.Staff      | Animación clave (#1) | [ 36 ]        |
| 2005 | Loveless                                            | Yū Kō                          | J.C.Staff      | Animación clave (#1) | [ 37 ]        |
| 2006 | Coyote Ragtime Show                                 | Takuya Nonaka                  | Ufotable       | Diseñador de personajes Director de animación (#1, 6, 12; OP) Animación clave (#1, 5-6, 10, 12; OP)                                                                           | [ 38 ]        |
| 2007 | Gakuen Utopia Manabi Straight!                      | Team Manabibeya                | Ufotable       | Director de animación (#3, 11) Cooperación con el director de animación (#8, 10) Director de animación asistente (#4, 7, 12) Animación clave (#1, 3, 7, 11-12; OP)            | [ 39 ]        |
| 2010 | Katanagatari                                        | Keitarō Motonaga               | White Fox      | Animación clave (#5) | [ 40 ]        |
| 2011 | Fate/Zero                                           | Ei Aoki                        | Ufotable       | Diseñador de personajes Director de episodio (#5) Guionista gráfico (#5) Director de animación (#1-3, 5, 8, 13; OP, ED) Segunda animación clave (#10) Animación clave (#2, 8) | [ 41 ]        |
| 2012 | Fate/Zero 2                                         | Ei Aoki                        | Ufotable       | Diseñador de personajes Director de animación (#15, 23-25; OP, ED) Segunda animación clave (#19) Animación clave (#25)                                                        | [ 41 ]        |
| 2014 | Fate/stay night: Unlimited Blade Works              | Takahiro Miura                 | Ufotable       | Diseñador de personajes Director de animación jefe Director de animación (#3, 12; OP, ED)                                                                                     | [ 42 ] [ 43 ] |
| 2015 | Fate/stay night: Unlimited Blade Works 2nd Season   | Takahiro Miura                 | Ufotable       | Diseñador de personajes Director de animación jefe Director de animación (#14, 19, 25; OP, ED)                                                                                | [ 44 ] [ 45 ] |
| 2016 | Tales of Zestiria the Cross                         | Haruo Sotozaki                 | Ufotable       | Director de animación (#6, 11) Animación clave (#OP) | [ 46 ]        |
| 2017 | Tales of Zestiria the Cross 2nd Season              | Haruo Sotozaki                 | Ufotable       | Director de animación (#23) | [ 47 ]        |
| 2019 | Kimetsu no Yaiba                                    | Haruo Sotozaki                 | Ufotable       | Animación clave (#13; OP) | [ 48 ]        |
| 2021 | Kimetsu no Yaiba: Mugen Ressha-hen Arc TV           | Haruo Sotozaki                 | Ufotable       | Guionista gráfico (#ED) Director de unidad (#ED) Director de animación (#6; ED)                                                                                               | [ 49 ]        |
| 2021 | Kimetsu no Yaiba: Yukaku-hen                        | Haruo Sotozaki                 | Ufotable       | Guionista gráfico (#ED) Director de unidad (#ED) Director de animación (#9; ED) Animación clave (#ED)                                                                         | [ 50 ]        |

### Películas
Destaca papeles con funciones de dirección de series.
| Año  | Título                                                          | Director(es)                            | Estudio           | Funciones                                                                     | Refs.  |
| ---- | --------------------------------------------------------------- | --------------------------------------- | ----------------- | ----------------------------------------------------------------------------- | ------ |
| 2000 | Crayon Shin-chan Movie 08: Arashi wo Yobu Jungle                | Keiichi Hara                            | Shin-Ei Animation | Animación intermedia                                                          | [ 51 ] |
| 2002 | Pokemon Movie 05: Mizu no Miyako no Mamorigami Latias to Latios | Kunihiko Yuyama                         | OLM               | Animación                                                                     | [ 52 ] |
| 2006 | Giniro no Kami no Agito                                         | Keiichi Sugiyama                        | Gonzo             | Animación clave                                                               | [ 53 ] |
| 2007 | Kara no Kyōkai: Overlooking View                                | Ei Aoki                                 | Ufotable          | Diseñador de personajes Director de animación                                 | [ 54 ] |
| 2007 | Kara no Kyōkai: A Study in Murder - Part 1                      | Takuya Nonaka                           | Ufotable          | Diseñador de personajes Director de animación                                 | [ 55 ] |
| 2008 | Kara no Kyōkai: Remaining Sense Of Pain                         | Mitsuru Obunai                          | Ufotable          | Diseñador de personajes Director de animación                                 | [ 56 ] |
| 2008 | Kara no Kyōkai: The Hollow Shrine                               | Teiichi Takiguchi                       | Ufotable          | Diseñador de personajes Director de animación                                 | [ 57 ] |
| 2008 | Kara no Kyōkai: Paradox Spiral                                  | Takayuki Hirao                          | Ufotable          | Diseñador de personajes Director de animación                                 | [ 58 ] |
| 2008 | Kara no Kyōkai: Oblivion Recording                              | Takahiro Miura                          | Ufotable          | Diseñador de personajes Director de animación Animación clave                 | [ 59 ] |
| 2009 | Kara no Kyōkai: A Study in Murder - Part 2                      | Shinsuke Takizawa                       | Ufotable          | Diseñador de personajes Director de animación                                 | [ 60 ] |
| 2009 | Kara no Kyōkai Remix: Gate of Seventh Heaven                    | Hikaru Kondō Sae Yoshikawa Yūichi Terao | Ufotable          | Animación clave                                                               | [ 61 ] |
| 2011 | Gyo                                                             | Takayuki Hirao                          | Ufotable          | Animación clave                                                               | [ 62 ] |
| 2013 | Kara no Kyōkai: Future Gospel                                   | Tomonori Sudō                           | Ufotable          | Director Diseñador de personajes Director de animación                        | [ 63 ] |
| 2014 | Fate/stay night: Unlimited Blade Works Prologue                 | Takahiro Miura                          | Ufotable          | Diseñador de personajes Director de animación jefe Director de animación      | [ 64 ] |
| 2017 | Fate/stay night Movie: Heaven's Feel - I. Presage Flower        | Tomonori Sudō                           | Ufotable          | Director Diseñador de personajes Guionista gráfico Director de animación jefe | [ 65 ] |
| 2019 | Fate/stay night Movie: Heaven's Feel - II. Lost Butterfly       | Tomonori Sudō                           | Ufotable          | Director Diseñador de personajes Guionista gráfico Director de animación jefe | [ 66 ] |
| 2020 | Fate/stay night Movie: Heaven's Feel - III. Spring Song         | Tomonori Sudō                           | Ufotable          | Director Diseñador de personajes Guionista gráfico Director de animación jefe | [ 67 ] |
| 2020 | Kimetsu no Yaiba: Mugen Ressha-hen                              | Haruo Sotozaki                          | Ufotable          | Director de animación                                                         | [ 68 ] |

### OVAs
| Año  | Título                                          | Director(es)     | Estudio         | Funciones            | Refs.  |
| ---- | ----------------------------------------------- | ---------------- | --------------- | -------------------- | ------ |
| 2004 | Akane Maniax                                    | Tetsuya Watanabe | Silver          | Animación clave (#3) | [ 69 ] |
| 2005 | Saishū Heiki Kanojo: Another Love Song          | Mitsuko Kase     | Studio Fantasia | Animación clave      | [ 70 ] |
| 2007 | Tales of Symphonia The Animation: Sylvarant-hen | Haruo Sotozaki   | Ufotable        | Animación clave (#1) | [ 71 ] |

### Especiales
| Año  | Título                                            | Director(es)   | Estudio  | Funciones                                                     | Refs.  |
| ---- | ------------------------------------------------- | -------------- | -------- | ------------------------------------------------------------- | ------ |
| 2009 | God Eater Prologue                                | Takayuki Hirao | Ufotable | Segunda animación clave                                       | [ 72 ] |
| 2011 | Kara no Kyōkai: Epilogue                          | Hikaru Kondō   | Ufotable | Diseñador de personajes Director de animación Animación clave | [ 73 ] |
| 2013 | Kara no Kyōkai Movie: Mirai Fukuin - Extra Chorus | Ei Aoki        | Ufotable | Diseñador de personajes Director de animación                 | [ 74 ] |